# Lunascape (バンド)
Lunascapeは1990年代の半ばキョーコ・バートソーン（Kyoko Baertsoen）とウォルター・ヒルホースト（Walter Hilhorst）によって結成された ベルギーの トリップ・ホップバンド。結成当初はCalyxと名乗っていたが、同名のドラムンベースグループが既にロンドンにいたので混乱を避けるために変えた。

## バイオグラフィー
バートソーンとヒルホーストが1993年にブリュッセルの映像系の芸術大学で会ったのがきっかけで、その時に小規模ながら音楽活動を始め出した。しかし、1997年にバートソーンがHooverphonicに入り、彼らとともにヨーロッパツアーに行った事でその活動は中断となる。彼女がツアーから戻ってくると、Lunascapeの前身となる活動をヒルホーストと再開した。そして2枚のアルバム（Reflecting Seyelence、Mindstalking）が制作されたが、それらはヨーロッパのみの販売だった。2005年になってようやく北米のDancing Ferret DiscsのNoir labelから「Reminiscence」が出された。
このアルバムは前文の二枚のアルバムから曲目を選出して構成されている。そうして新しい聴衆を作り出した。「Reflecting Seyelence」の曲目にはIMAXの3D映画である「Haunted Castle」で使用されているものがある。
ボーカルのバートソーンの霊妙な声と、どこかインドの雰囲気漂うダンスは観る者に異様でいてとても美しい印象を与える。楽曲もゴスやサイケの影響を強く受けた様なムーディーな雰囲気を作り出している。
2003年、Rhys Fulberのエレクトロ音楽のプロジェクト　Conjure One　に収録されているLunascapeのカバー「Tears from the Moon」(Vo. Sinéad O'Connor )で初めて耳にしたリスナーは少なくない。

## ディスコグラフィー
- Reflecting Seyelence (2002) 
  1. "Your Shadow"
  2. "Tears From the Moon"
  3. "My 2nd Skin"
  4. "Love = Creepy"
  5. "Lane Navachi"
  6. "Sin for Me"
  7. "Love Leather"
  8. "Sequoia"
  9. "Yairo"
  10. "Inferno"
  11. "Mourning Star"
  12. "Dream Scenario"

- Mindstalking (2004) 
  1. "Praise Me"
  2. "Right to Be Wrong"
  3. "Mindstalking"
  4. "Mute Emotion"
  5. "Perfume Recalling"
  6. "Feigned Affair"
  7. "Masquerade"
  8. "State of Mind"
  9. "Daydream History"
  10. "Nude Nature"
  11. "SOS Planet"

- Reminiscence (2005) 
  1. "Mindstalking"
  2. "Praise Me"
  3. "Tears From the Moon"
  4. "Your Shadow"
  5. "Lane Navachi"
  6. "State of Mind"
  7. "Carolyn"
  8. "Yairo"
  9. "Sequoia"
  10. "Inferno"
  11. "Severed Heart"
  12. "SOS Planet"
  13. [untitled]